# Allée des Martyrs (Bakou)
L'allée des Martyrs (en azéri : Şəhidlər Xiyabanı, translittéré Shehidler Khiyabani), est un cimetière et un mémorial situé à Bakou en Azerbaïdjan, dédié aux personnes tuées par l'armée soviétique en janvier 1990 et plus tard à ceux morts pendant la guerre du Haut-Karabagh. 

## Situation
Le mémorial est situé au sud-ouest de la ville, sur une colline dominant la mer Caspienne. Il est formé par une allée de 300 m de long, bordée de murs contre lesquels s'alignent les sépultures, ombragées par des cyprès nains et des pins. L'allée s'achève par un belvédère où s'élève le monument aux martyrs qui abrite la flamme éternelle.

## Histoire
Le lieu a d'abord abrité un cimetière musulman, où ont été enterrés les corps des victimes des événements de mars 1918. Après l'arrivée au pouvoir des bolcheviks, ce cimetière est détruit et tous les corps exhumés. Un parc public, appelé Nagorny Park (« parc haut ») en raison de sa situation, est ensuite créé au milieu duquel est construit un monument en l'honneur de Sergueï Kirov formé d'une colonne surmontée de sa statue. Le parc est rebaptisé Kirov. Après l'effondrement de l'Union soviétique, le monument du dirigeant soviétique est démoli et l'emplacement est rétabli comme lieu de sépulture pour les héros nationaux.

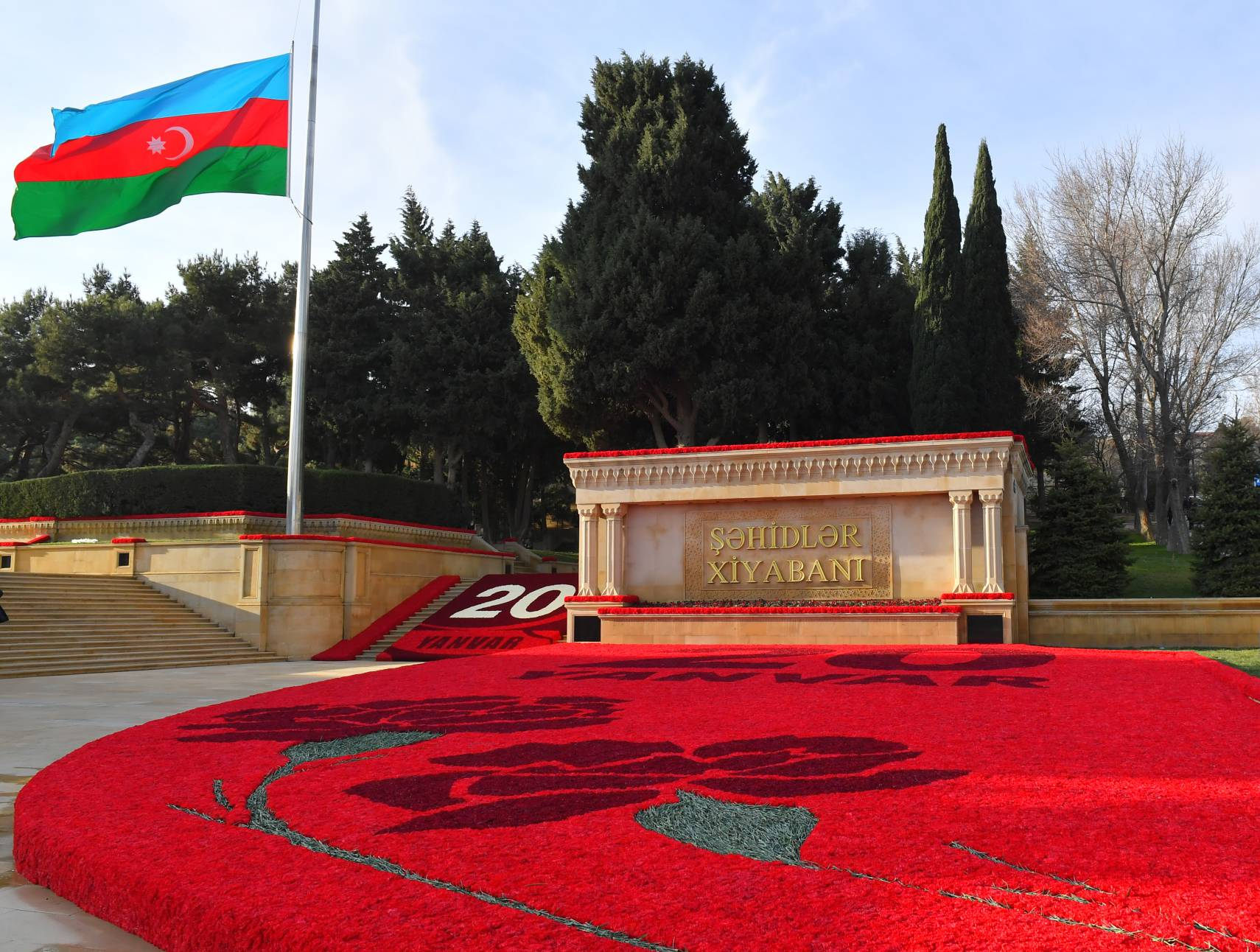
Allée des Martyrs 2024

## Mémoriaux
Plus de 15 000 personnes sont enterrées dans le cimetière. Il comprend un monument en l'honneur des soldats turcs morts pendant la bataille de Bakou en 1918. Près de là, se trouve une plaque en mémoire des soldats britanniques morts pendant ces événements. Le mémorial « Feu éternel » est l'œuvre de l'architecte Elbay Gasimzade.
Le cimetière abrite les tombes des personnes qui sont mortes au cours des événements de janvier 1990, ainsi que des combattants de la guerre du Haut-Karabagh entre 1991 et 1994.

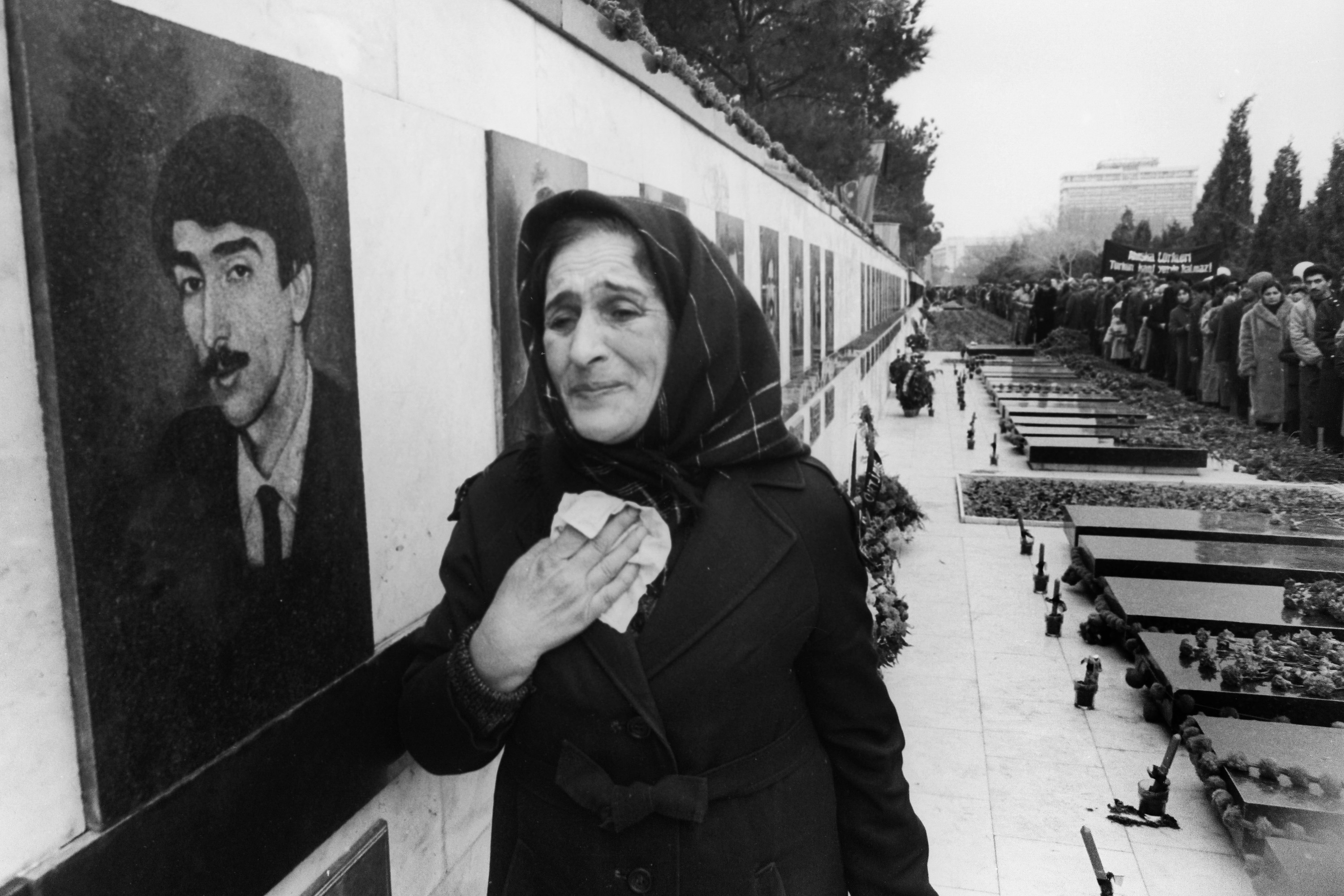
1992
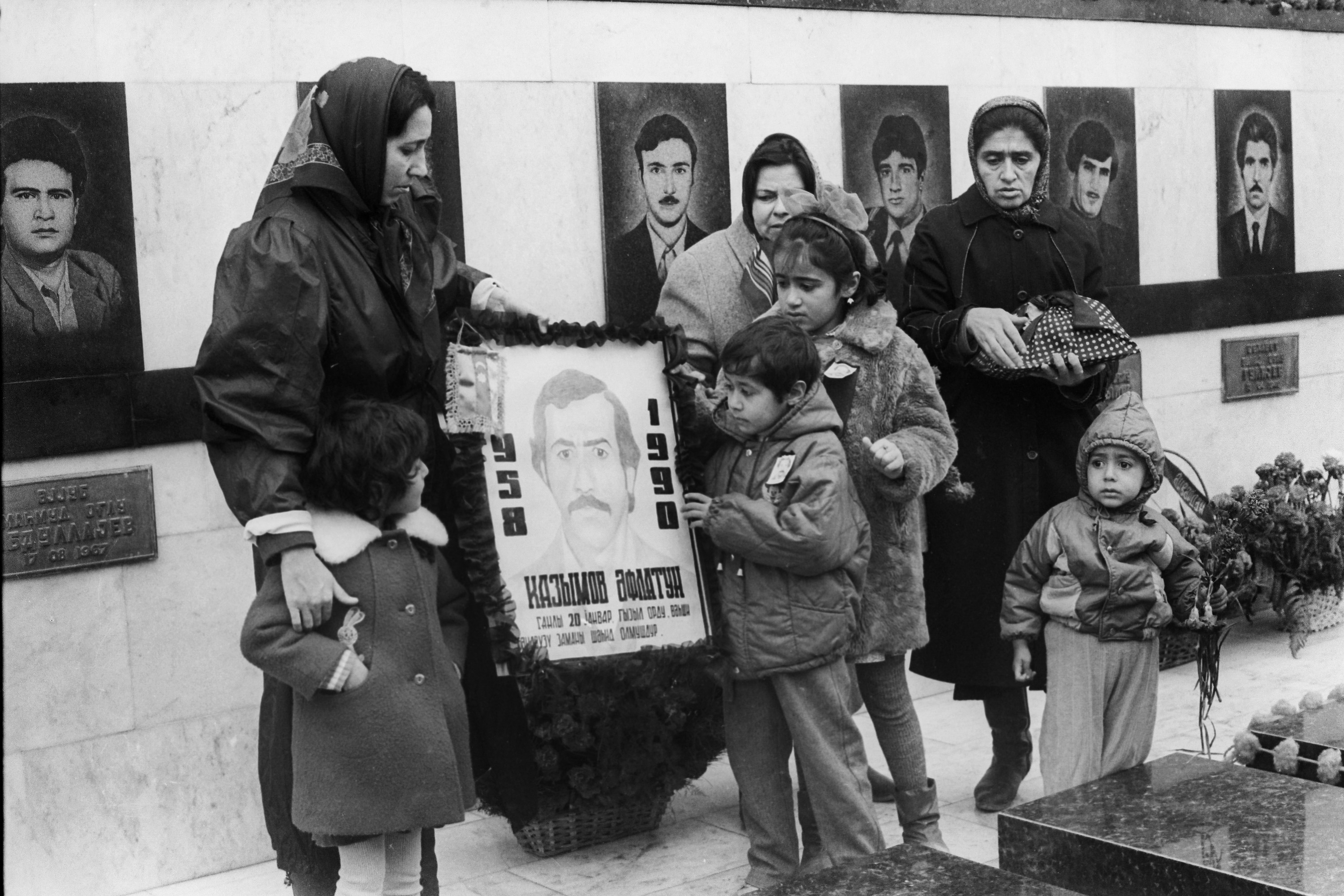
1992
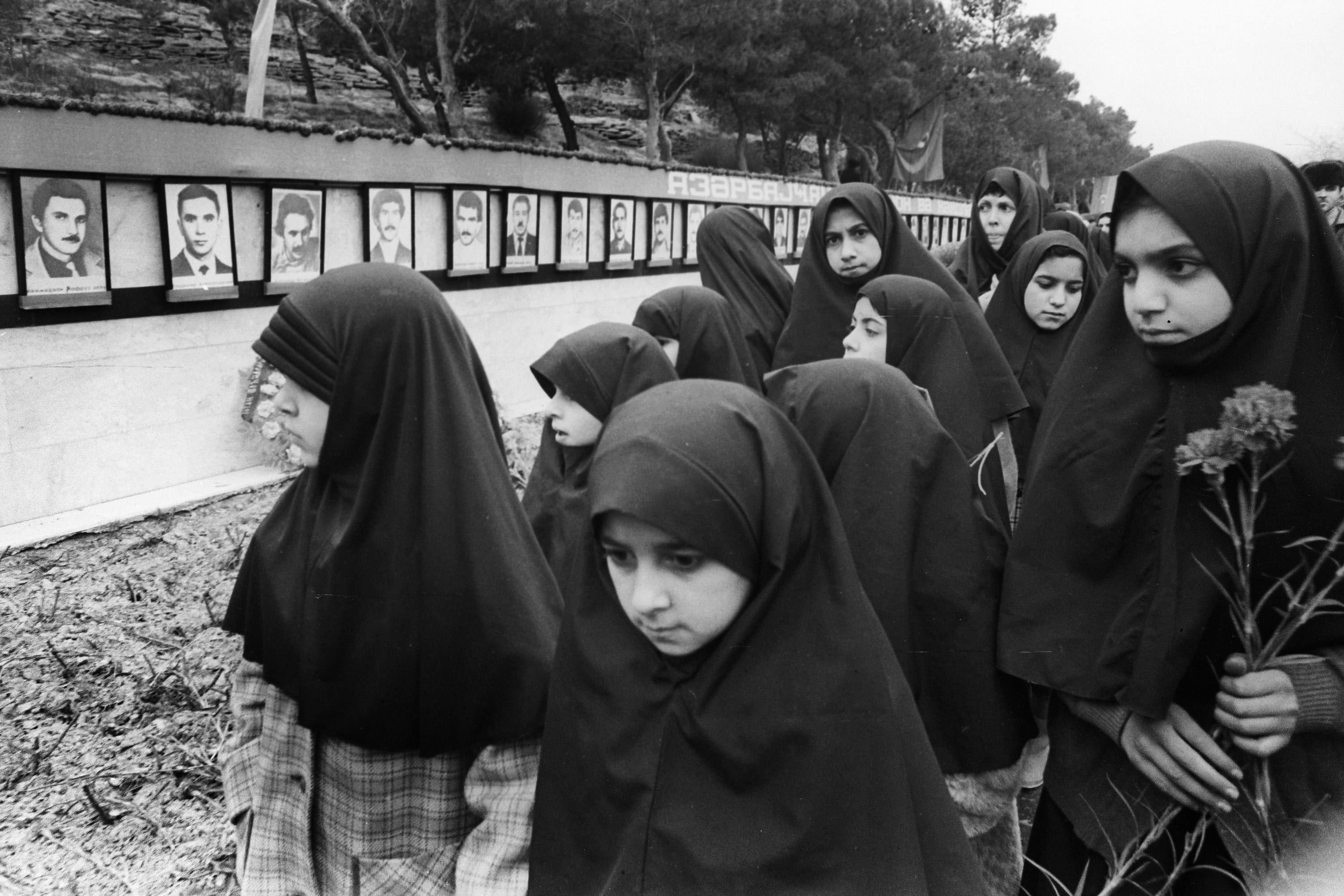
1992
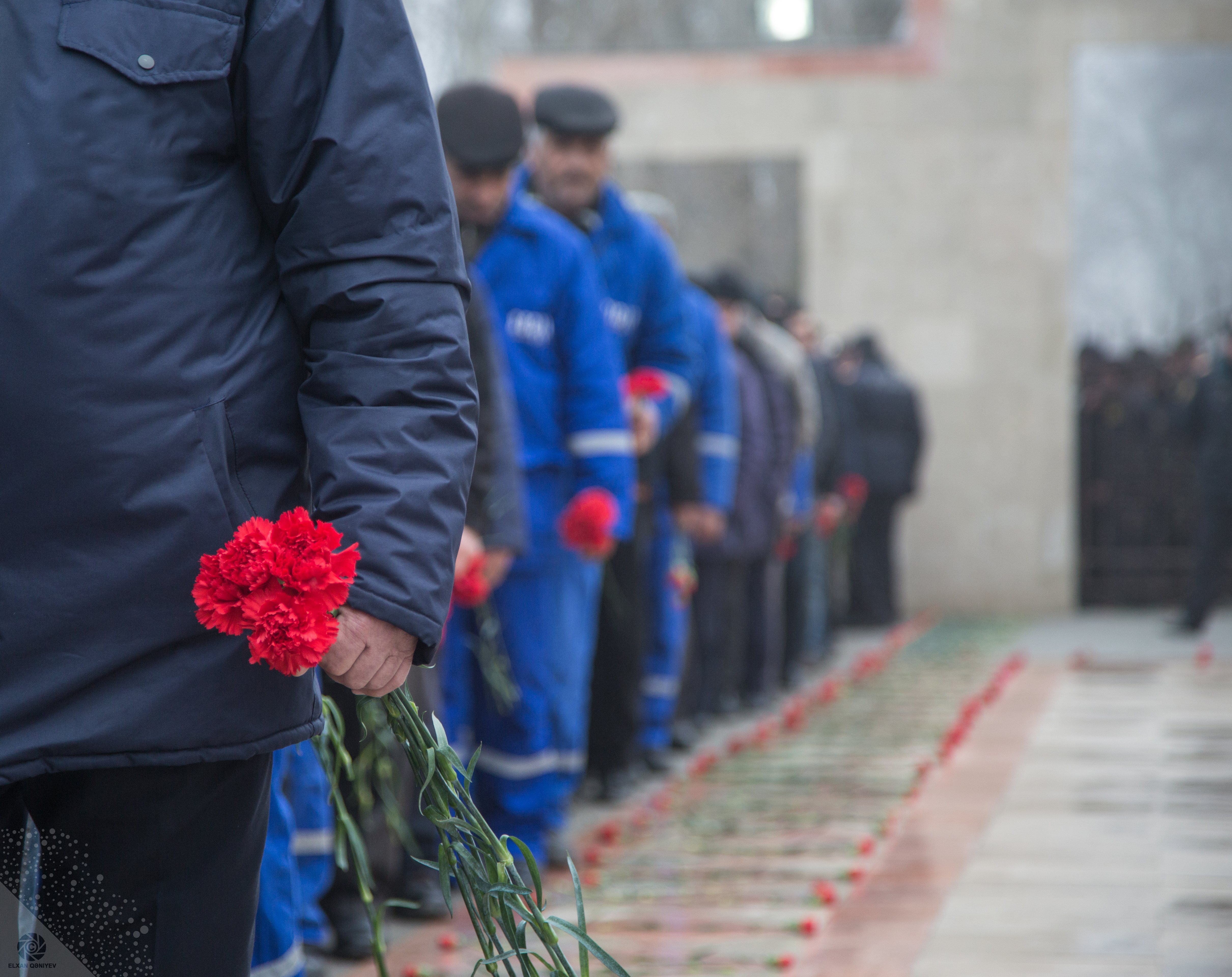
2005